# Gongi, Chincholi
Gongi là một làng thuộc tehsil Chincholi, huyện Gulbarga, bang Karnataka, Ấn Độ.